# 金曜ファミリーアワー
『金曜ファミリーアワー』（きんようファミリーアワー）は、1977年4月8日から1979年3月30日までフジテレビ系列が編成していたフジテレビ製作の単発特別番組枠である。「紅白ものまね歌合戦」などの企画番組を放送していた枠で、出演者の萩本欽一や三波伸介らが人気司会者となるきっかけを作った。
編成時間は毎週金曜 20:00 - 20:54 （日本標準時）。当時この時間帯に日本テレビの『太陽にほえろ!』を放送していた新潟総合テレビやテレビ大分は本枠を編成しなかった。

## 出演者
- 萩本欽一（コント55号）
- 坂上二郎（コント55号）
- 小林大輔（当時：フジテレビアナウンサー）
- ディック・ミネ
- 西沢爽
- 三代目江戸家猫八
- 佐々木つとむ
- 三波伸介
- 清水國明（あのねのね）
- 原田伸郎（あのねのね）
- 木之内みどり
- 信沢三恵子
- フォーリーブス
- ベイ・シティ・ローラーズ
- 大平正芳
- ほか多数

## 放送番組一覧
紅白ものまね歌合戦
この企画が主に放送されていた（主に生放送）。司会は坂上二郎と小林大輔アナウンサーが担当、審査員はレギュラーのディック・ミネ・西沢爽・三代目江戸家猫八・佐々木つとむと、「特別審査員」（ゲスト審査員）の計5名。芸能人男女4組による対抗戦で、審査員の1人10点・計50点で審査する（『新春かくし芸大会』と同じ）。そして団体賞のほか、「最優秀ものまね賞」と「敢闘賞」の個人賞もあり、スタジオに出された賞品の中から受賞者が自ら選ぶ。この賞品の内1品は視聴者にもプレゼントされるが、その際には葉書に今回の最優秀ものまね賞受賞者の名前を記入する事になっている。
この企画放送以前の1977年8月にも特別企画「紅白ちびっこ歌合戦」が放送されており、また1978年1月6日には番組出演者たちによるゲーム合戦が行われた。
本企画の1コーナー「とびだせものまね大作戦」（担当：あのねのね）は、後に単独番組となって復活した。
ヒット歌謡ベスト20
初期において不定期で放送。
野球狂の詩
第1話 - 第6話（「水原勇気編」前半）までを月に1回のペースで放送。第7話以降は月曜20時台に放送された。
フォーリーブスの結婚式
1977年9月2日放送。同じくフジテレビの『ラブラブショー』で共演したのをきっかけに同年8月に結婚した青山孝（フォーリーブス）とモデルの嶋田じゅんがロサンゼルスで挙げた結婚式と新婚旅行の模様を、芳村真理をはじめとする『ラブラブショー』の関係者たちが同行取材した。
ベイ・シティ・ローラーズ特集
1977年10月14日放送。
独占！風船野郎 〜ビバ！大西洋横断3人組
1978年9月8日放送。アメリカ合衆国発の気球横断ドキュメンタリー。
野性の証明スペシャル ネバー・ギブアップ！決死の上陸大作戦！
1978年9月29日放送。8日後の10月7日に公開される映画『野性の証明』の直前スペシャル。
総理と語る
1978年12月29日放送。当時の内閣総理大臣・大平正芳が出演。
このほか、プロ野球中継（19:00 - 20:54）や『ワールドカップバレー』などのバレーボール中継（枠不定）を行うこともあった。参考：朝日新聞

## エピソード
第1回で行われた企画は「紅白ものまね歌合戦」であった。この企画の放送当日は萩本がフジテレビの全番組に出演する『欽ちゃんのドーンと24時間』の放送日でもあったことから、この回のみコント55号が揃っての出演となった。
1978年8月4日にはこの時間帯に『宇宙戦艦ヤマト』（20:00 - 22:54）が、同年10月6日には『人間の証明』（20:00 - 22:48）が、同年11月3日には『サウンド・オブ・ミュージック』（20:00 - 22:54）が放送されたが、これらは本枠放送番組ではなく『ゴールデン洋画劇場』（21:00 - 22:54）拡大版の放送作品であった。